# Flushed Away
Flushed Away — компьютерная игра в жанре action-adventure с видом от третьего лица по мотивам полнометражного мультфильма «Смывайся!» от студий DreamWorks Animation и Aardman Animations. Разработкой игры занимались компании Monkey Bar Games (для PlayStation 2 и Nintendo GameCube), Art Co., Ltd (для Nintendo DS) и Altron (для Game Boy Advance), а изданием игры занималась японская компания D3 Publisher.
Официальные релизы состоялись 24 октября 2006 года в Северной Америке и 1 декабря того же года в Европе для приставки PlayStation 2. 28 июня 2007 года в Японии состоялся выпуск для консоли Nintendo DS (как том 17 из серии Simple DS series). Ещё игра выходила на приставке Nintendo GameCube. Существует порт для портативной приставки Game Boy Advance. Ещё планировались версии для Wii, Microsoft Windows, PlayStation Portable, Mac, Xbox и Xbox 360, но в итоге все эти версии были отменены.

## Игровой процесс
Перед началом некоторых уровней показывается тот или иной отрывок из оригинального мультфильма в виде слайд-шоу. В случае сознательного отступления игрока от курса прохождения на начальной миссии картинка игрового процесса сменяется на чёрный экран, где проецируется табличка с текстом «Придерживайтесь вашего пути, Сэр!». На каждом уровне можно собирать золото и золотые шурупы. Игрок имеет возможность играть за одного из двух персонажей (за Родди или за Риту), которые оба могут прыгать двойным прыжком (если два раза нажать кнопку «X» на геймпаде). Иногда нужно сражаться с врагами: пауками, уличными хулиганами, слизняками и помощниками Жаба. Родди может отбиваться от врагов с помощью огромной рапиры, а Рита — с помощью крюка с длинной верёвкой. Также Рита может с помощью крюка цепляться за палочки для мыльных пузырей, чтобы попадать на высокие объекты. Индикатор жизней главных героев обозначаются рубинами в левом верхнем углу видеокадра. Если протагонист упадёт с большой высоты, то тогда все жизни уйдут сразу. На некоторых миссиях доступно управление «Джимми Доджером» — катером, который с точки зрения управления может показаться сложным для некоторых игроков. На протяжении всей игры чередуются последовательности мини-игр, например, стрельба по врагам из турели стреляющей мячами для гольфа. Также на некоторых уровнях есть головоломки.

## Сюжет
Сюжет игры практически полностью повторяет сюжет самого мультфильма. Главный герой — Родди Сент-Джеймс, домашний крыс, который беззаботно живёт в роскошном доме своих хозяев, которые, в свою очередь, уехали на отдых. У главного героя есть два личных помощника — Гилберт и Саливан, которые решили помочь Родди посредством организации своеобразной «полосы препятствий» (для обучения игрока, в управлении главным героем), чтобы тот улучшил свои навыки прыжков, борьбы и т. д. А в это время, протагонист неожиданно узнаёт, что через раковину в дом попал крыс по имени Сид. Главному герою это не нравится, и он решает избавиться от незваного гостя, а именно, говорит Сиду, что в доме есть «джакузи», а затем приводит его в уборную, где находится огромный унитаз (именно его Родди выдал за «джакузи»). Но, в итоге протагонист сам попался в эту «ловушку» и Сид смывает его в канализацию Лондона. Попав в канализационный город «Ratopolis», по подсказкам прохожих, Родди находит предприимчивую крысу по имени Рита (капитана катера «Джимми Доджер»), которая соглашается помочь ему вернуться домой.
Под конец игры, Родди и Рита побеждают главных антагонистов игры — Жаба, и его помощников. Затем Родди решил узнать у Риты: «нужен ли ей первый помощник на катере?» Та отвечает, «что если он готов идти на риск, то тогда может стать помощником на катере», затем Рита убегает и приземляется на свой катер. Родди бежит за ней и тоже прыгает на катер, затем слышит в ответ, «что через день может стать капитаном катера» После этого, они оба уплывают в неизвестном направлении. На экране появляется надпись «The End?» (рус. Конец?), которая, в свою очередь, сменяется на финальные титры.

## Оценки критиков
| Сводный рейтинг | Сводный рейтинг |
| Агрегатор       | Оценка          |
| --------------- | --------------- |
| GameRankings    | 47,10 %         |

Дэйв МакКарти на британском игровом веб-сайте Eurogamer, в своём обзоре на игру дал ей определение, как «ужасная, цинично задуманная и плохо составленная пародия, с которой большинство геймеров будет слишком хорошо знакомо». Из недостатков игры, он обратил внимание на — слишком маленький шрифт в меню игры и «бессмысленные диалоги» в кат-сценах и озвучке героев. Ещё, Дэйв отметил в игре неудобное управление персонажем и своенравную, нереализованную камеру, а также сложности в прохождении первого уровня:

«Поскольку, конец уровня расположен в гостиной, штурмовой курс состоит из гигантской мебели и предметов повседневного обихода. Ваша задача состоит в том, чтобы провести Родди из одной части комнаты в другую, преодолевая отвратительно плавучие прыжки и своенравную и нереализованную камеру, чтобы добраться до конца. Но, иногда не понятно, на какую часть мебели вам нужно прыгать дальше, потому что, все они выглядят как просто „кусочки мебели“. Прицелитесь не в ту сторону, и главный герой мгновенно погибнет, придётся начинать сначала (поэтому, когда на экране появляется сообщение — „Придерживайтесь вашего пути, Сэр!“, каждый раз, когда вы спрыгиваете с предметов мебели в неправильном направлении, это просто — „втирание соли в раны“).»— Дэйв МакКарти, «Eurogamer», 2006 г.
Были затронуты такие моменты в игре, когда «непонятно, что нужно делать». На это Дэйв МакКарти ответил:

«Вы достигнете конца уровня, где вы будете практиковать свои боевые ходы против шахматной фигуры. А потом, два ваших помощника начинают бродить вокруг вас, и непонятно, что нужно делать — очевидно, с возможностью мгновенной смерти и перезапуска уровня, вы неохотно экспериментируете. Но, в конце концов вы поймете, что вам нужно атаковать своих помощников, чтобы продолжить игру. Вероятно, именно на этом моменте большинство игроков, не являющихся дошкольниками, бросаются в недоумение. Но в интересах профессионализма я должен был играть дальше, а это значит, я могу с уверенностью сказать, что игра продолжается в том же духе, за исключением того, что она требует всё большего терпения, поскольку миссии и уровни становятся все более медленными и тяжёлыми, а также все более наказывающими.»— Дэйв МакКарти, «Eurogamer», 2006 г.
На американском игровом веб-сайте GameSpot есть рецензии на версии игры для Nintendo DS, Game Boy Advance, Nintendo GameCube и PlayStation 2. Их создателем является Фрэнк Прово.
О версии для PlayStation 2 Фрэнк высказался следующим образом:

«Если это звучит так, как будто разработчики собрали общую игру „беги и прыгай“ и вставили в неё персонажей мультфильма, то это потому, что именно это они и сделали.»— Фрэнк Прово, «GameSpot», 2006 г.
В первую очередь, недостатками игры он назвал дизайн (графику) и всевозможные технические проблемы, из-за которых невозможно пройти ни один уровень и при этом «не умереть» и не возродившись несколько раз. Также, Фрэнк сказал, что «игра не особо старается скопировать атмосферу мультфильма, на котором она основана». Он обратил внимание на плохие текстуры игры, слабую графику и вид главных героев, а также на нехватку деталей и скучную анимацию. Был также отмечен практически одинаковый вид и структура всех уровней, а также музыка в стиле рок и свинг, которая по словам Френка Прово «вполне неуместна в игре».
В версии игры для приставки Nintendo DS Фрэнк обратил внимание на хорошие качества игры, на музыку, анимацию и вид персонажей, графику и т. д.:

«С точки зрения атмосферы, игра делает достойную работу по подражанию тону и стилю мультфильма. Каждый уровень имеет свою собственную музыку постукивания пальцами ног, и персонажи испускают множество забавных звуковых эффектов, когда они двигаются или получают урон. Записанной речи не так уж много, но визги и односложные фразы, которые там есть, забавны и уместны. Визуально уровни прокручиваются слева направо, как и уровни в большинстве 2D-платформеров, но персонажи и окружение визуализируются с помощью 3D-полигонов и текстур. Из-за этого канализация и здания в игре выглядят так же, как канализация и здания из мультфильма, и все персонажи имеют одинаковый глиняный вид. Анимация персонажей плавная, и за их движениями вообще интересно наблюдать. Ещё один особенно приятный штрих — это то, как камера и окружающая среда иногда поворачиваются, чтобы следовать за персонажем, вместо того чтобы всегда показывать одно и то же старое движение слева направо. Такие игры, как „Klonoa“ и „Tomba“ на PlayStation, использовали аналогичный эффект, чтобы сделать их 2D-геймплей трехмерным, и здесь „Flushed Away“ преуспевает. Конечно, на Nintendo DS все выглядит в 10 раз меньше и грубее, благодаря более крошечному экрану и ограниченным 3D-возможностям, но этого и следовало ожидать.»— Фрэнк Прово, «GameSpot», 2006 г.
По данным агрегатора рецензий на сайте Metacritic, игра Flushed Away получила негативные отзывы на всех игровых платформах. Японское игровое издание Famitsu дало версии игры для Nintendo DS оценку в 21 балл из возможных 40. На игровом веб-сайте GameRankings оценки игры варьируются от 47,10 % для PS2-версии и до 47 % для GameCube-версии.

## Премии и номинации
В 2006 году Flushed Away получила премию «Энни» в номинации «Лучшая анимационная видеоигра».